# Shoma Uno
Shōma Uno (født 17. december 1997 i Nagoya, Japan) er en japansk kunstskøjteløber. Han vandt sølv under vinter-OL 2018 i mændenes konkurrence. Han har vundet to VM-sølvmedaljer; i 2017 og 2018. Han har også vundet en medalje i ISU Grand Prix-finalen fire gange.
Han er den første kunstskøjteløber, der med succes udfører det firedobbelte spring i en konkurrence.